# Олбані (Огайо)
Олбані (англ. Albany) — селище (англ. village) в США, в окрузі Афіни штату Огайо. Населення — 917 осіб (2020).

## Географія
Олбані розташоване за координатами 39°13′29″ пн. ш. 82°11′54″ зх. д. / 39.22472° пн. ш. 82.19833° зх. д. (39.224587, -82.198245).  За даними Бюро перепису населення США в 2010 році селище мало площу 3,27 км², з яких 3,23 км² — суходіл та 0,04 км² — водойми. В 2017 році площа становила 3,46 км², з яких 3,42 км² — суходіл та 0,04 км² — водойми.

## Демографія
Згідно з переписом 2010 року, у селищі мешкало 828 осіб у 347 домогосподарствах у складі 230 родин. Густота населення становила 253 особи/км².  Було 400 помешкань (122/км²).
Расовий склад населення:
| - 98,3 % — білих - 0,7 % — азіатів - 0,1 % — корінних американців - 0,1 % — чорних або афроамериканців |

До двох чи більше рас належало 0,4 %. Частка іспаномовних становила 1,6 % від усіх жителів.
За віковим діапазоном населення розподілялося таким чином: 21,3 % — особи молодші 18 років, 60,1 % — особи у віці 18—64 років, 18,6 % — особи у віці 65 років та старші. Медіана віку мешканця становила 40,8 року. На 100 осіб жіночої статі у селищі припадало 84,8 чоловіків;  на 100 жінок у віці від 18 років та старших — 82,1 чоловіків також старших 18 років.
Середній дохід на одне домашнє господарство  становив 48 010 доларів США (медіана — 38 533), а середній дохід на одну сім'ю — 52 321 долар (медіана — 43 359). Медіана доходів становила 36 083 долари для чоловіків та 38 542 долари для жінок. За межею бідності перебувало 15,6 % осіб, у тому числі 27,2 % дітей у віці до 18 років та 5,8 % осіб у віці 65 років та старших.
Цивільне працевлаштоване населення становило 475 осіб. Основні галузі зайнятості: освіта, охорона здоров'я та соціальна допомога — 38,7 %, роздрібна торгівля — 14,5 %, виробництво — 11,2 %, будівництво — 8,2 %.